# Invisibilmente
Invisibilmente è un singolo del gruppo musicale italiano La Rappresentante di Lista, pubblicato il 18 giugno 2015 come primo estratto dal secondo album in studio Bu Bu Sad.

## Descrizione
La canzone descrive la traversata per il mar Mediterraneo di una bambina migrante. Il gruppo stesso ha spiegato la canzone in questo modo:

## Video musicale
Il video è stato pubblicato il 18 giugno 2015, in contemporanea all'uscita del singolo, attraverso il canale YouTube della Garrincha Dischi.

## Tracce
Testi e musiche di Veronica Lucchesi e Dario Mangiaracina.
1. Invisibilmente – 3:03
2. Mina vagante – 4:54

## Formazione
Gruppo
- Veronica Lucchesi – voce, cori, sintetizzatore, percussioni
- Dario Mangiaracina – guitalele, pianoforte, fisarmonica, Farfisa, sintetizzatore, cori

Altri musicisti
- Enrico Roberto – arrangiamento aggiuntivo, MS20, OP-1, cori
- Roberto Cammarata – programmazione, basso, Virus, Minibrute, cori, dita
- Matteo Costa Romagnoli – programmazione, cori
- Francesco Brini – batteria, percussioni
- Enrico Lupi – tromba, flicorno soprano, sintetizzatore
- Elia Della Casa – sassofono baritono
- Giuseppe Durante – basso tuba
- Nicola "Hyppo" Roda – programmazione, cori

Produzione
- Roberto Cammarata – produzione artistica
- Matteo Romagnoli – produzione artistica
- La Rappresentante di Lista – produzione artistica
- Nicola "Hyppo" Roda – registrazione, missaggio
- Francesco Brini – mastering